# نشریه زانگ
نشریهٔ زانگ (به فارسی: ناقوس) نشریه‌ای است به زبان ارمنی که از سال ۱۹۱۰ و در تبریز منتشر می‌شد.